# Leptopeltis holmorum
Leptopeltis holmorum är en svampart som beskrevs av P.F. Cannon 1997. Leptopeltis holmorum ingår i släktet Leptopeltis och familjen Leptopeltidaceae.   Inga underarter finns listade i Catalogue of Life.